# Конституционный референдум в Замбии (1969)
Конституционный референдум в Замбии проходил 17 июня 1969 года. На референдуме предлагалось внести поправки в Конституцию, которые бы сняли требование о вынесении в будущем поправок в статьи Конституции, защищающие основные права, на публичный референдум. Вместо этого для изменения Конституции требовалось бы большинство в две трети голосов в Национальной ассамблее. В результате референдума поправки были одобрены 85 % голосами избирателей. Явка составила 69,5 %.
Вскоре после этого в августе 1973 года страна была официально объявлена однопартийным государством. Объединённая партия национальной независимости стала единственной разрешённой партией.